# Cantonul Châtenois-les-Forges
Cantonul Châtenois-les-Forges este un canton din arondismentul Belfort, departamentul Territoire de Belfort (90), regiunea Franche-Comté, Franța.

## Comune
- Argiésans
- Banvillars
- Bavilliers
- Bermont
- Botans
- Buc
- Châtenois-les-Forges (reședință)
- Dorans
- Trévenans
- Urcerey